# Каркалай (Увинський район)
Каркала́й (рос. Каркалай) — село в Увинському районі Удмуртії, Росія.

## Населення
Населення — 1772 особи (2010; 1859 в 2002).
Національний склад станом на 2002 рік:
- росіяни — 62 %

## Історія
Село виникло 1925 року як залізнична станція. У 1930-их роках було створено ліспромгосп, який невдовзі став одним з провідних лісозаготівельних підприємств Удмуртії. Він мав власні вузькоколійні залізниці. 1936 року у селищі засновано вулицю Шкільну. У роки Другої світової війни працівники ліспромгоспу зібрали велику суму грошей на будівництво літака-винищувача «Лісоруб Каркалаю УАРСР». Іншу суму в 68,2 тисяч карбованців зібрали на будівництво танків. 1950 року відкрито лісництво, 1959 року ліспромгосп був закритий через нерентабельність, а на його місці була створена виправна колонія № 3 МВС Удмуртії, у якій виготовлялись газові балони, пневмоінструменти для сталеливарних підприємств та комплектуючі для папероробних машин, редуктори та нафтовидобувне обладнання. За рахунок в'язнів проводилось також і будівництво інфраструктури селища.

## Урбаноніми[3]
- вулиці — Азіна, Жовтнева, Зелена, Молодіжна, Нагірна, Південна, Північна, Піонерська, Станція, Чапаєва, Черемушки, Шкільна, Ювілейна
- провулки — Азіна

## Господарство
У селі діють школа (1975, на 280 місць), дитячий садок (1975, на 75 місць), бібліотека (на 20 місць) та фельдшерсько-акушерський пункт (обоє з 2007 року у приміщенні дитячого садка).